# Rumi (motorfiets)
Rumi is een historisch merk van motorfietsen.
Moto Rumi, later Officine Fonderie Rumi, Bergamo (1949-1962, 1973 en 1992-1994).

Deze Italiaanse fabriek van Donnino Rumi maakte machines voor de textielindustrie maar tijdens de Tweede Wereldoorlog werden koperen gietstukken voor de Italiaanse marine geproduceerd. 
Vanaf vanaf 1949 ging men zich op de productie van motorfietsen richten. Het waren typische tweetaktmodellen met liggende paralleltwins van 123 cc die waren ontwikkeld door Pietro Vassena maar al in 1950 door Luigi Salmaggi verbeterd werden. 
Later waren er ook 173- en 193 cc-modellen, scooters en in 1960 door Umberto Ottolenghi ontwikkelde 98-, 124- en 174 cc V-twins met kopkleppen. Modellen die in 1960 geproduceerd zouden worden kwamen door geldproblemen niet in productie en in 1962 werd de motorproductie geheel gestaakt, hoewel er tot 1966 nog wel kartmotoren gemaakt werden. 
Later kwam de naam Rumi echter terug. In 1973 met een 125 cc motortje, in de jaren negentig met een 125 cc wegracer en als sponsor van een Honda-fabrieksteam in de Superbike-klasse, later met een eigen motorfiets, de RMS 650, een sportieve motor met een 650 cc Honda-eencilinderblok.